# Joab
Joab, Joaw (יוֹאָב "Bóg jest ojcem", heb. Yoʾav, Tiberian Hebrew Yôʾāḇ) (XI/X w. p.n.e.) – wódz wojsk Dawida. 
Był synem Serui, córki Jessego i siostry Dawida. Przypuszcza się, że towarzyszył Dawidowi już w czasie panowania Saula. Po raz pierwszy zostaje wymieniony w Starym Testamencie w relacji o bitwie koło Gibeonu zwolenników Dawida ze stronnikami Iszbaala, syna Saula. Ludzie Dawida dowodzeni przez Joaba zwyciężyli. Abner, wódz Iszbaala, ratował się ucieczką.
Później Abner rozpoczął negocjacje z Dawidem. Joab, obawiając się o swoją pozycję i zarazem żądny zemsty za śmierć brata Asahela poległego koło Gibeonu, ściągnął podstępnie Abnera do Hebronu i zamordował. Dawid nie zdecydował się jednak na ukaranie Joaba.
Joab jako dowódca wojsk Dawida odniósł zwycięstwo nad Syryjczykami sprzymierzonymi z Chanunem, królem Ammonitów. Później oblegał ammonickie miasto Rabbę. Na polecenie Dawida ustawił Uriasza Hetytę w najgorętszym punkcie działań wojennych, by ten zginął. Kiedy zajął  zachodnią część Rabby, wezwał Dawida. Dzięki temu król mógł osobiście zająć stolicę Ammonitów.
Według tradycji biblijnej był bezwzględnym i zawistnym, ale znakomicie znającym swoje rzemiosło dowódcą; walczył pomyślnie z Aramejczykami, Ammonitami, Edomitami; pośredniczył w konflikcie między Dawidem a Absalomem, brał udział w stłumieniu buntu Szeba z plemienia Beniamina, zgładzonego na jego żądanie przez mieszkańców miasta Abel. Popierał kandydaturę Adoniasza, przyrodniego brata Salomona jako następcę Dawida; po objęciu władzy przez Salomona został stracony na jego rozkaz za sprawę z Abnerem, oraz zabójstwo swojego rywala Amasy.